# Шиллонг
Шиллонг — місто на крайньому північному сході Індії, у гірському масиві Шиллонг. Адміністративний центр штату Мегалая. Населення становить 354 325 осіб (2011). Торговий центр (вивозяться рис, бавовна, кунжут, цитрусові).

## Географія

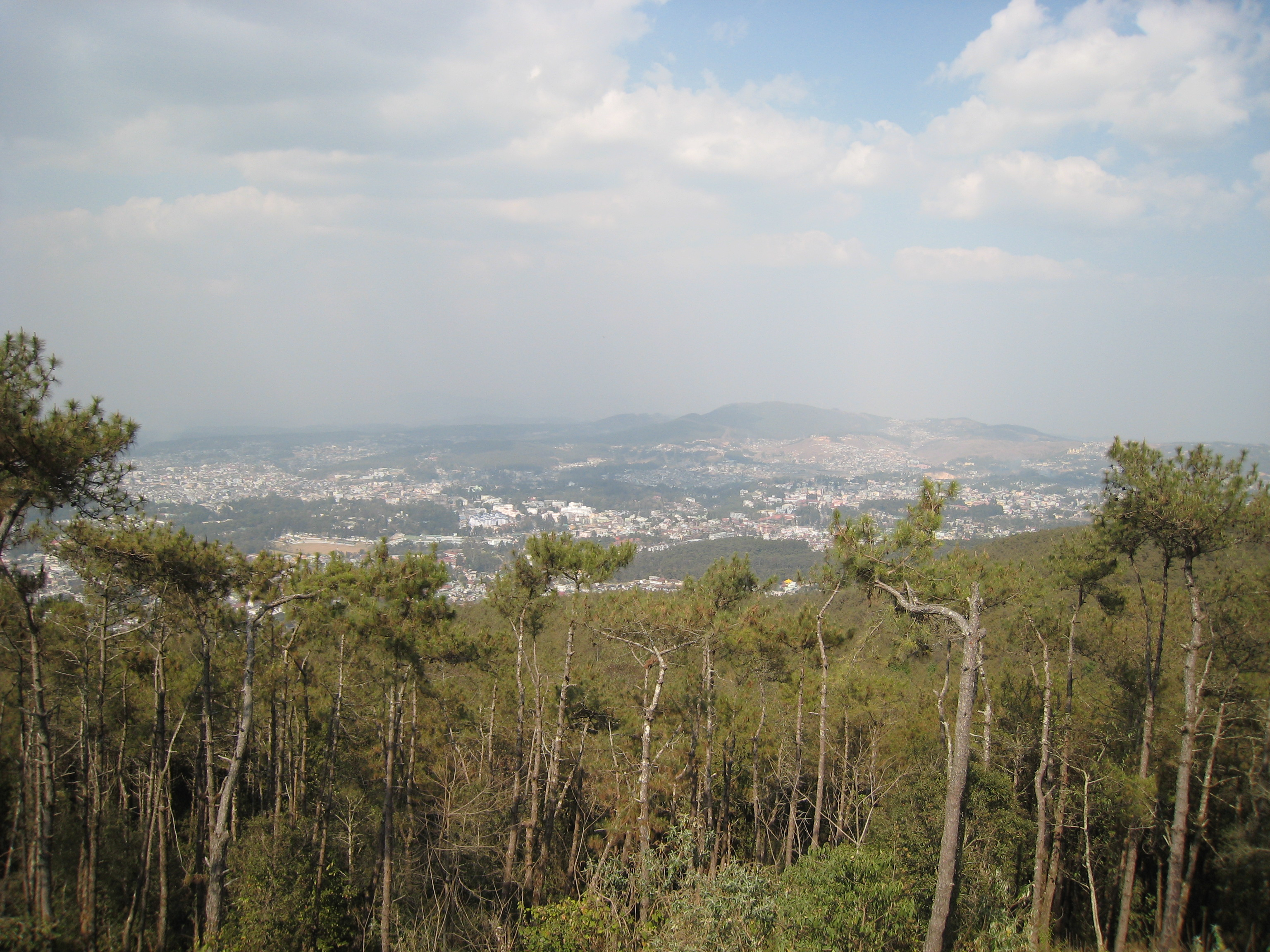
Вид на місто з піку Шиллонг

Гірськокліматичний курорт. Розташований в Ассамських горах, на висоті 1500 м, серед соснових лісів. За 60 км від Шиллонга розташоване одне з найвологіших місць земної кулі місто Черрапунджі — 12 тисяч мм опадів на рік.

### Клімат
Місто знаходиться у зоні, котра характеризується вологим субтропічним кліматом. Найтепліший місяць — липень із середньою температурою 21 °C (69.8 °F). Найхолодніший місяць — січень, із середньою температурою 9.9 °С (49.8 °F).
| Клімат Шиллонга         | Клімат Шиллонга | Клімат Шиллонга | Клімат Шиллонга | Клімат Шиллонга | Клімат Шиллонга | Клімат Шиллонга | Клімат Шиллонга | Клімат Шиллонга | Клімат Шиллонга | Клімат Шиллонга | Клімат Шиллонга | Клімат Шиллонга | Клімат Шиллонга |
| Показник                | Січ.            | Лют.            | Бер.            | Квіт.           | Трав.           | Черв.           | Лип.            | Серп.           | Вер.            | Жовт.           | Лист.           | Груд.           | Рік             |
| Середній максимум, °C   | 15,3            | 17              | 21,3            | 23,4            | 23,5            | 23,7            | 24              | 24              | 23,4            | 21,7            | 19              | 16,3            | 21,1            |
| Середня температура, °C | 9,9             | 11,7            | 16              | 18,6            | 19,4            | 20,5            | 21              | 20,9            | 20              | 17,5            | 13,9            | 10,8            | 16,7            |
| Середній мінімум, °C    | 4,4             | 6,4             | 10,6            | 13,8            | 15,3            | 17,3            | 18              | 17,7            | 16,5            | 13,2            | 8,7             | 5,3             | 12,3            |
| Норма опадів, мм        | 13              | 22              | 52              | 124             | 269             | 465             | 355             | 319             | 319             | 174             | 31              | 7               | 2150            |
| ----------------------- | --------------- | --------------- | --------------- | --------------- | --------------- | --------------- | --------------- | --------------- | --------------- | --------------- | --------------- | --------------- | --------------- |
| Джерело: Weatherbase    |                 |                 |                 |                 |                 |                 |                 |                 |                 |                 |                 |                 |                 |

## Історія
Шиллонг був столицею штату Ассам до створення нового штату Мегхалая 21 січня 1972. Тоді Шиллонг став столицею Мегхалая, а Ассам отримав нову столицю — Діспур.

## Транспорт
Пов'язаний шосе з містом Ґувахаті на півночі та містом Агартала на півдні. За 30 км від міста розташований аеропорт Амрой (код ІКАО = VEBI; код ІАТА = SHL), він же авіабаза Барапані — штаб Східного командування ВПС Індії.

## Культура
Шиллонг називають самопроголошеною столицею індійської рок-музики.